# Provins (entreprise)
Pour l’article ayant un titre homophone, voir Provin.
Pour les articles homonymes, voir Provins (homonymie).
Provins est une entreprise vinicole valaisanne. Fondée en 1932 comme société coopérative chargée de soutenir la commercialisation du vin des caves valaisannes, elle est rachetée en 2020 par la Fenaco et transformée en société anonyme sous le nom de Provins SA.
Provins représente une partie importante de l'économie vinicole valaisanne et joue un rôle central dans l'achat de la production des petits viticulteurs.

## Histoire

### Contexte
Dans la première partie du XXe siècle, les viti-viniculteurs valaisans ne disposent pas de moyens de stocker leur production et ne peuvent consacrer que peu de temps à l'écoulement de celle-ci. Pour améliorer leur condition, le conseiller d'État Maurice Troillet propose la création de caves coopératives, qui auront pour but d'assumer les tâches administratives et commerciales de la production de vin.

### Coopératives et fédération
C'est ainsi que le 11 janvier 1930, plusieurs vignerons fondent la cave coopérative de Sion et celle de Riddes-Leytron, puis l'année suivante celle de Sierre et en 1932 celle d'Ardon. Ces caves sont regroupées sous le nom de « fédération des caves coopératives valaisannes ». En 1934, le directeur Joseph Michaud renomme la fédération en « Provins », qui fait référence à la mission commerciale de la fédération mais aussi aux tiges de la vigne. En 1937, Provins introduit notamment l'usage de la caissette en bois pour transporter le raisin des producteurs à ses pressoirs.

### Développement
En 2009, la coopérative centralise tous ses sites de production à Sion, dans une centrale d'encavage et de vinification d'une capacité de 15 millions de litres sur 450 cuves.
Au début des années 2020, la production de Provins représente 20 % de celle du Valais (plus grande région vinicole de Suisse) pour plus de 1 500 fournisseurs. 

### Rachat
En 2020, la cave, qui connaît des difficultés financières, reçoit une proposition de rachat de la Fenaco. Après de longues tractations, notamment sur les fonds propres, les sociétaires approuvent la transformation de la coopérative en société anonyme fin avril 2020. La Fenaco devient propriétaire de 70 % du capital-actions, tandis que les anciens sociétaires gardent 30 % de celui-ci,.

## Controverses
En 2015, la société est condamnée à 3 000 CHF d'amende pour avoir ajouté trop de sucre à l'une de ses cuvées.